# Youriï Vovk
Youri ou Youriï Vovk (en ukrainien : Юрій Вовк, en anglais : Yuri Vovk) est un joueur d'échecs ukrainien né le 11 novembre 1988 à Lviv.
Au 1er juillet 2020, il est le 26e joueur ukrainien avec un classement Elo de 2 571 points.

## Biographie et carrière
Vovk remporta le tournoi d'échecs du lac Sevan en 2007, ex æquo avec Li Chao et G.N. Gopal. Il obtint le titre de grand maître international en 2008.
En 2009, Youriï Vovk finit seul premier de l'open de Cappelle-la-Grande avec 7,5 points sur 9. En 2013, il finit 1er-11e de l'Open de Cappelle-la-Grande avec 7 points sur 9 (victoire de Bourmakine au départage)
En 2015, Youriï Vovk finit cinquième du championnat d'Europe d'échecs individuel avec 7,5 points sur 11. Ce résultat le qualifiait pour la Coupe du monde d'échecs 2015.
Lors de la Coupe du monde de Bakou en 2015, Youriï Vovk battit l'Américain Ray Robson au premier tour, puis perdit au deuxième tour face au Chinois Wei Yi après les départages en blitz.
Il finit neuvième du championnat du monde de blitz de Berlin en novembre 2015, avec 13,5 points sur 21, un demi-point derrière Magnus Carlsen (14/21),